# 郭曾炘

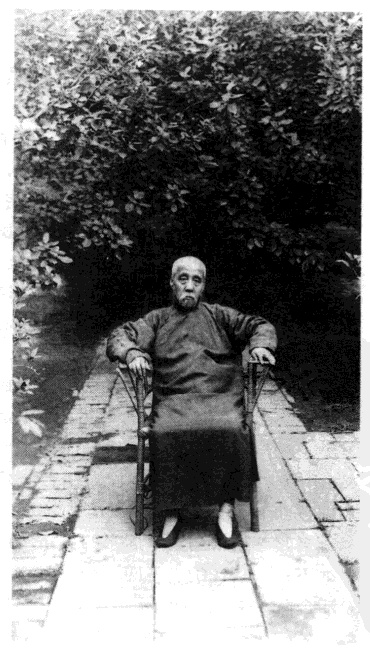
郭曾炘攝於1920年代

郭曾炘（1855年—1928年），谱名亲绳，原名曾炬，字春榆，号匏庵，晚号福庐山人。福建侯官（今属福州市）人，祖籍福清，清末官員。郭柏荫之孙。卒贈太子少保，諡文安。

## 生平
清光绪六年（1880年）中进士，同年五月，改翰林院庶吉士。后任礼部仪制司主事，充军机章京，后升员外郎、郎中，太常寺少卿、光禄寺卿、礼部右侍郎兼户部左、右侍郎。

## 著作
- 《匏庵诗存》
- 《楼居茶记》

## 家庭
- 长子：郭则澐，光绪二十九年（1903年）进士。
- 次子：郭養剛，宣統三年遊學畢業進士，翰林院庶吉士。
- 次婿：朱焜，宣統三年遊學畢業進士，翰林院庶吉士。